# NGC 7626
NGC 7626 este o radiogalaxie situată în constelația Pegas. A fost descoperită în 26 septembrie 1785 de către William Herschel. Se află la o distanță de 46,56 de megaparseci de Pământ.